# Alžběta Gabriela Bavorská

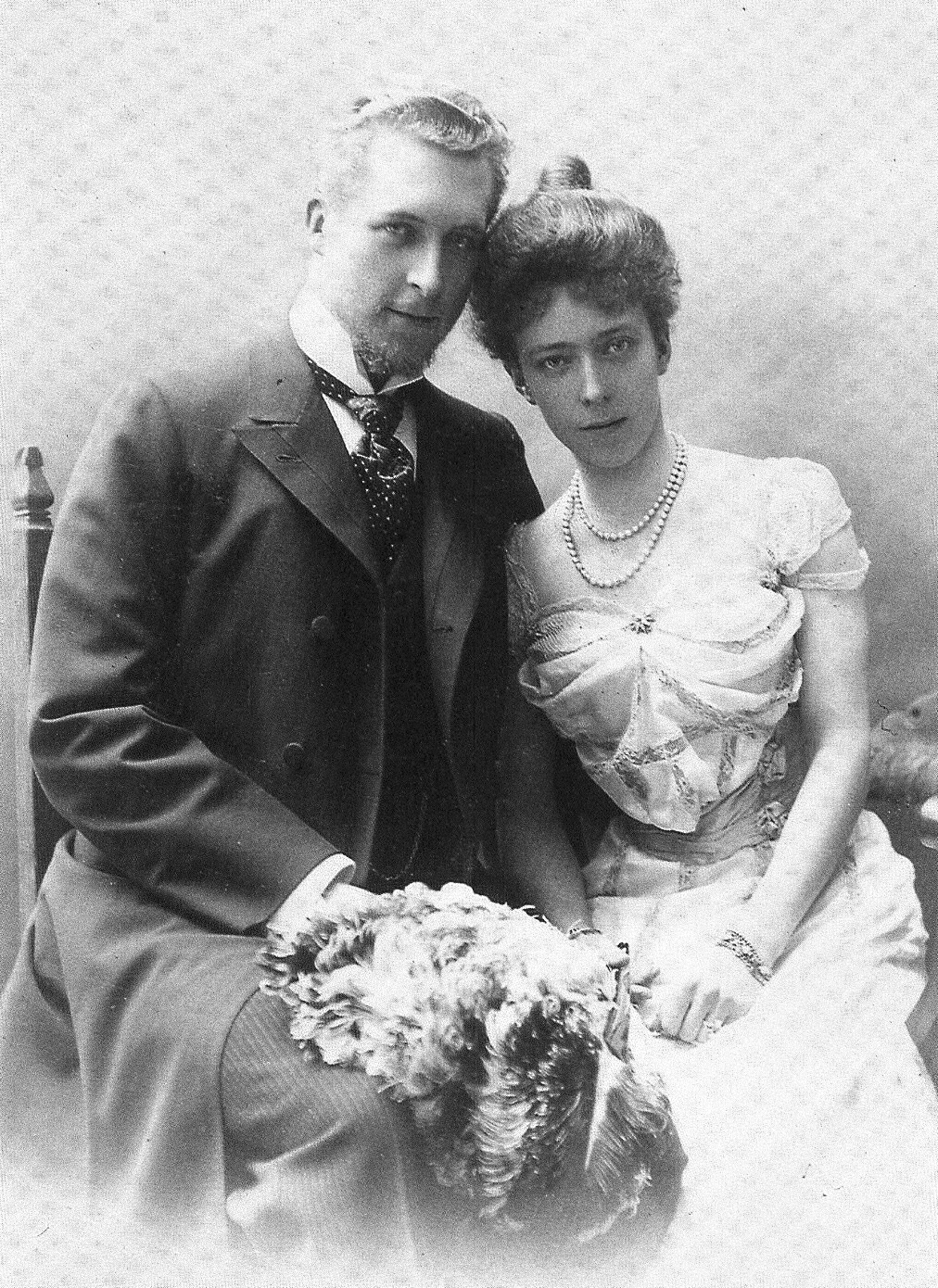
Alžběta a Albert I.

Alžběta Gabriela Bavorská (rozená Elisabeth Gabriele Valérie Marie; 25. července 1876 zámek Possenhofen – 23. listopadu 1965 Brusel) byla bavorská princezna a později belgická královna. V roce 1900 se provdala za dědice belgického trůnu Alberta I. (králem od roku 1909), jejím synem byl král Leopold III. Za první světové války coby královna-manželka pravidelně navštěvovala frontu, financovala různá přilepšení vojákům a ošetřovala je. Byla velkou milovnicí a podporovatelkou umění. Za druhé světové války coby královna-matka odsoudila zacházení nacistů se Židy a zachránila stovky židovských dětí. V roce 1965 jí Jad Vašem udělil titul spravedlivá mezi národy.

## Rodina
Narodila se na zámku Possenhofen jako dcera bavorského vévody Karla Teodora Bavorského a jeho druhé manželky Marie Josefy Portugalské. Byla pojmenována po své tetě, rakouské císařovně Alžbětě Bavorské, známé jako Sisi.
Sám Karel Teodor byl velký milovník umění a tak byla Alžběta vychována k lásce k umění, hudbě a sochařství. V otcově klinice, kde její matka dělala Alžbětinu otci zdravotní sestru, se Alžbětě dostalo pochopení produktivní práce a lidského utrpení, což bylo v té době pro princeznu neobvyklé.

## Manželství
V Mnichově, dne 2. října 1900 se Alžběta provdala za následníka belgického trůnu, prince Alberta. Po manželovu nástupu na trůn v roce 1909 se Alžběta stala belgickou královnou. Město Elisabethville, dnes Lubumbashi v Kongu bylo pojmenováno na její počest.
V době, kdy se Albert a Alžběta poznali, byl Albert dědicem svého strýce Leopolda II. Belgického. Byl druhým synem prince Filipa, flanderského hraběte a princezny Marie Hohenzollernské, sestry krále Karla I. Rumunského.
Hned při narození se Albert stal v pořadí třetím následníkem belgického trůnu, po svém otci a starším bratrovi Balduinovi. Po předčasné Balduinově smrti v lednu 1891 Albert nastoupil na jeho, mnohem významnější místo, druhého následníka trůnu. Albert měl dvě sestry, které se dožily dospělosti, princeznu Henriettu, provdanou za prince Emanuela Orleánského, a princeznu Josefínu, která se provdala za svého bratrance Karla Antona Hohenzollern, bratra krále Ferdinanda I. Rumunského.
Během První světové války s králem sídlili v De Panne. Přesvědčila jej k návštěvě přední linie a zřízení ošetřovatelských jednotek. I přes svůj německý původ byla velmi populární královnou, která dychtivě podporuje svou novou zemi.
Od 23. září do 13. listopadu 1919, královna, společně s králem a princem Leopoldem podnikla oficiální návštěvu do USA. Během cesty v historickém pueblo v Isleta v Novém Mexiku udělil král Leopoldův řád otci Antonu Docherovi, misionáři z Francie. Král dostal od Mexičanů na památku tyrkys ve stříbře. Při této příležitosti přijelo do Islety deset tisíc lidí.

## Pozdější léta
V roce 1934 Albert zemřel při nehodě během lezení v Ardenách v Belgii, poblíž Nemur. Alžběta se dožila nástupu svého syna na trůn (ale poté abdikoval a odešel do exilu), její mladší syn se stal schopným regentem říše za svého nezletilého synovce.
Jako královna vdova se stala mecenáškou umění Byla výbornou hráčkou na housle – v tomto oboru se vzdělávala pod vedením Eugène Ysaÿe. V roce 1929 založila nadaci, která podporovala mladé hudebníky. V roce 1937 pro ně založila soutěž s názvem Concours Reine Elisabeth (Soutěž královny Alžběty). První ročník vyhrál David Oistrach, druhý Emil Gilels. Roku 1953 pozvala do poroty soutěže Bohuslava Martinů, jehož hudbu velmi ctila. Český skladatel s manželkou Charlottou byli jejími hosty několik dní. Královniným přítelem byl také Albert Einstein.
Během okupace Belgie Německem v letech 1940–1944 používala vlivu královny při pomoci a záchraně Židů. Zachránila tisíce židovských dětí. Když byl Brusel osvobozený, povolila využít svůj palác jako ústředí britského XXX sboru, a představila svůj návrh generálu Horrocksovi se svým maskotem, splašeným kancem, pojmenovaným `Chewing gum`. Po válce jí byl udělen titul Spravedlivá mezi národy.
Během 50. let královna vyvolala spor v zahraničí tím, že navštívila SSSR, Čínu a Polsko, výlety, kvůli nimž byla označována jako "Red queen", Rudá královna.
Královna Alžběta zemřela v Bruselu ve věku 89 let 23. listopadu 1965. Je pochována v Kostele Panny Marie v Laeken.

## Tituly
- 25. července 1876 – 2. října 1900: Jeho královská Výsost vévodkyně, Alžběta Bavorská
- 2. října 1900 – 17. prosince 1909: Jeho královská Výsost princezna Alžběta Belgická
- 17. prosince 1909 – 17. února 1934: Jeho Veličenstvo královna Belgičanů
- 17. února 1934 – 23. listopadu 1965: Jeho Veličenstvo královna Alžběta Belgická

## Potomci
- Leopold (3. listopadu 1901 – 25. září 1983), jako Leopold III. belgický král v letech 1934–1951,

⚭ 1926 Astrid Švédská (17. listopadu 1905 – 29. srpna 1935)
⚭ 1941 Mary Lilian Baels (28. listopadu 1916 – 7. června 2002)
- Karel (10. října 1903 – 1. června 1983), hrabě flanderský a regent belgický (1944–1950), ⚭ 1977 Jacqueline Peyrebrune (16. února 1921 – září 2014)
- Marie Josefa (4. srpna 1906 – 27. ledna 2001), ⚭ 1930 Umberto II. (15. září 1904 – 18. března 1983), poslední italský král, vládl od 9. května do 12. června 1946

## Vyznamenání
- dáma Řádu svaté Alžběty I. třídy – Bavorské království
- velkostuha Řádu Leopoldova – Belgie
- velkkříž Řádu čestné legie – Francie, 14. listopadu 1918[4]
- Řád drahocenné koruny I. třídy – Japonsko
- dáma Nassavského domácího řádu zlatého lva – Lucembursko
- velkokříž Řádu nizozemského lva – Nizozemsko
- Inaugurační medaile královny Juliány – Nizozemsko
- dáma Řádu bílé orlice – Polsko[5]
- Kříž za chrabrost – Polsko, 1922[6]
- velkokříž Řádu Karla I. – Rumunsko
- Královský červený kříž – Spojené království
- dáma Řádu královny Marie Luisy – Španělsko, 24. června 1910[7]
- Pro Ecclesia et Pontifice – Vatikán

## Vývod z předků
|                           |                                             |  |                       |                                              |  |  |  |  |  |  |  | Vilém Bavorský |
|                           |                                             |  |                       |                                              |  |  |  |  |  |  |  |                |
|                           | Pius Augustus Bavorský                      |  |                       |                                              |  |  |  |  |  |  |  |                |
|                           |                                             |  |                       |                                              |  |  |  |  |  |  |  |                |
|                           |                                             |  |                       | Marie Anna Falcko-Zweibrückenská             |  |  |  |  |  |  |  |                |
|                           |                                             |  |                       |                                              |  |  |  |  |  |  |  |                |
|                           | Maxmilián Josef Bavorský                    |  |                       |                                              |  |  |  |  |  |  |  |                |
|                           |                                             |  |                       |                                              |  |  |  |  |  |  |  |                |
|                           |                                             |  |                       | Ludvík Maria z Arenbergu                     |  |  |  |  |  |  |  |                |
|                           |                                             |  |                       |                                              |  |  |  |  |  |  |  |                |
|                           | Amálie Luisa Arenberková                    |  |                       |                                              |  |  |  |  |  |  |  |                |
|                           |                                             |  |                       |                                              |  |  |  |  |  |  |  |                |
|                           |                                             |  |                       | Marie Adélaïde Julie de Mailly-Nesle         |  |  |  |  |  |  |  |                |
|                           |                                             |  |                       |                                              |  |  |  |  |  |  |  |                |
|                           | Karel Teodor Bavorský                       |  |                       |                                              |  |  |  |  |  |  |  |                |
|                           |                                             |  |                       |                                              |  |  |  |  |  |  |  |                |
|                           |                                             |  |                       | Fridrich Michael Falcko-Birkenfeldský        |  |  |  |  |  |  |  |                |
|                           |                                             |  |                       |                                              |  |  |  |  |  |  |  |                |
|                           | Maxmilián I. Josef Bavorský                 |  |                       |                                              |  |  |  |  |  |  |  |                |
|                           |                                             |  |                       |                                              |  |  |  |  |  |  |  |                |
|                           |                                             |  |                       | Marie Františka Falcko-Sulzbašská            |  |  |  |  |  |  |  |                |
|                           |                                             |  |                       |                                              |  |  |  |  |  |  |  |                |
|                           | Ludovika Bavorská                           |  |                       |                                              |  |  |  |  |  |  |  |                |
|                           |                                             |  |                       |                                              |  |  |  |  |  |  |  |                |
|                           |                                             |  |                       | Karl Ludwig von Baden                        |  |  |  |  |  |  |  |                |
|                           |                                             |  |                       |                                              |  |  |  |  |  |  |  |                |
|                           | Karolína Frederika Vilemína Bádenská        |  |                       |                                              |  |  |  |  |  |  |  |                |
|                           |                                             |  |                       |                                              |  |  |  |  |  |  |  |                |
|                           |                                             |  |                       | Amalie von Hessen-Darmstadt                  |  |  |  |  |  |  |  |                |
|                           |                                             |  |                       |                                              |  |  |  |  |  |  |  |                |
| Alžběta Gabriela Bavorská |                                             |  |                       |                                              |  |  |  |  |  |  |  |                |
|                           |                                             |  |                       |                                              |  |  |  |  |  |  |  |                |
|                           |                                             |  | Petr III. Portugalský |                                              |  |  |  |  |  |  |  |                |
|                           |                                             |  |                       |                                              |  |  |  |  |  |  |  |                |
|                           | Jan VI. Portugalský                         |  |                       |                                              |  |  |  |  |  |  |  |                |
|                           |                                             |  |                       |                                              |  |  |  |  |  |  |  |                |
|                           |                                             |  |                       | Marie I. Portugalská                         |  |  |  |  |  |  |  |                |
|                           |                                             |  |                       |                                              |  |  |  |  |  |  |  |                |
|                           | Michal I. Portugalský                       |  |                       |                                              |  |  |  |  |  |  |  |                |
|                           |                                             |  |                       |                                              |  |  |  |  |  |  |  |                |
|                           |                                             |  |                       | Karel IV. Španělský                          |  |  |  |  |  |  |  |                |
|                           |                                             |  |                       |                                              |  |  |  |  |  |  |  |                |
|                           | Šarlota Joaquina Španělská                  |  |                       |                                              |  |  |  |  |  |  |  |                |
|                           |                                             |  |                       |                                              |  |  |  |  |  |  |  |                |
|                           |                                             |  |                       | Marie Luisa Parmská                          |  |  |  |  |  |  |  |                |
|                           |                                             |  |                       |                                              |  |  |  |  |  |  |  |                |
|                           | Marie Josefa Portugalská                    |  |                       |                                              |  |  |  |  |  |  |  |                |
|                           |                                             |  |                       |                                              |  |  |  |  |  |  |  |                |
|                           |                                             |  |                       | Karel Tomáš z Löwenstein-Wertheim-Rosenbergu |  |  |  |  |  |  |  |                |
|                           |                                             |  |                       |                                              |  |  |  |  |  |  |  |                |
|                           | Konstantin z Löwenstein-Wertheim-Rosenbergu |  |                       |                                              |  |  |  |  |  |  |  |                |
|                           |                                             |  |                       |                                              |  |  |  |  |  |  |  |                |
|                           |                                             |  |                       | Žofie Luisa z Windisch-Graetze               |  |  |  |  |  |  |  |                |
|                           |                                             |  |                       |                                              |  |  |  |  |  |  |  |                |
|                           | Adelaida z Löwenstein-Wertheim-Rosenbergu   |  |                       |                                              |  |  |  |  |  |  |  |                |
|                           |                                             |  |                       |                                              |  |  |  |  |  |  |  |                |
|                           |                                             |  |                       | Karel Ludvík Hohenlohe-Langenburský          |  |  |  |  |  |  |  |                |
|                           |                                             |  |                       |                                              |  |  |  |  |  |  |  |                |
|                           | Anežka Hohenlohe-Langenburská               |  |                       |                                              |  |  |  |  |  |  |  |                |
|                           |                                             |  |                       |                                              |  |  |  |  |  |  |  |                |
|                           |                                             |  |                       | Amálie Henrietta ze Solms-Baruth             |  |  |  |  |  |  |  |                |
|                           |                                             |  |                       |                                              |  |  |  |  |  |  |  |                |